# Pericoma insularis
Pericoma insularis är en tvåvingeart som beskrevs av Wagner och Salamanna 1984. Pericoma insularis ingår i släktet Pericoma och familjen fjärilsmyggor. Inga underarter finns listade i Catalogue of Life.